# Rebelia patriotyczna w Dolnej Kanadzie
Rebelia patriotyczna w Dolnej Kanadzie – ruch społeczny, który w swej konsekwencji doprowadził do wybuchu rebelii.
Rebelia w Dolnej Kanadzie miała szerokie podłoże społeczne, gospodarcze, narodowe i religijne. Prowincja Quebec była rządzona przez gubernatora generalnego, który realizował interesy wąskiej grupy – konserwatywnie nastawionej elity lojalistycznej skupionej w nieformalnej grupie Chateau Clique (tzw. klika pałacowa). W istocie niewielka grupa faworyzowana przez gubernatora generalnego George Ramseya sprawowała kontrolę nad prowincją. Wybieralne ciała doradcze, w których większość mieli frankofoni, pozbawione były należnych im wpływów. Frankofoni i liberałowie brytyjscy skupieni w Parti Canadien – Partii Kanadyjskiej i posiadający większość w parlamencie w 1834 przegłosowali rezolucję składającą się 92 postulatów (Les Quatre-vingt-douze Résolutions), których realizacja była konieczna w celu uzdrowienia sytuacji i rozładowania napięcia. Do tego jednak nie doszło.
Liberałowie z Parti Canadien nie byli zgodni co do metod działania. W partii istniały zdecydowanie antagonistyczne frakcje. Umiarkowany reformator John Neilson ostatecznie opuścił partię zakładając Constitutional Association, podejmując plan ewolucyjnych zmian. Biskup Jean-Jacques Lartigue stał na stanowisku przeczekania i biernej lojalności, czym pociągnął za sobą wielu katolików. Na zdecydowanie antyrządowym stanowisku stał radykał i antyklerykał Louis-Joseph Papineau. Na czele swej Parti Patriote zdobył większość w parlamencie prowincjonalnym w 1834 i rozpoczął konstytucyjne naciski w stronę reform. Żądania zostały odrzucone przez generalnego gubernatora. W odpowiedzi na to Papineau rozpoczął organizowanie siły zbrojnej. 23 listopada 1837 rebelianci pokonali oddziały brytyjskie w potyczce pod Saint-Denis. Na tym jednak skończyły się sukcesy militarne rebeliantów. 4 grudnia 1837 po niespodziewanym ataku rebelianci zostali przez wojska brytyjskie rozproszeni. Papineau schronił się w USA. W kilku innych potyczkach na terenie Quebecu, rebelianci zostali pokonani i zmuszeni do kapitulacji. Nastąpiły liczne aresztowania i prześladowania patriotów. W kolejnym roku rebelia odżyła. Przywódcy kierujący nią z terenu USA zdołali zmobilizować pewne siły, które ponownie zostały spacyfikowane przez Brytyjczyków.